# Welsh Premier League (2007/2008)
Welsh Premier League 2007/2008 (znana jako  Principality Building Society Welsh Premier League ze względów sponsorskich) był 16. sezonem najwyższej klasy rozgrywkowej w Walii.
Sezon został otwarty 17 sierpnia 2007 r., a zakończył się 19 kwietnia 2008 r.
Mistrzem po raz pierwszy w swojej historii został zespół Llanelli AFC.

## Skład ligi w sezonie 2007/2008
W lidze rywalizowało osiemnaście drużyn – szesnaście z poprzedniego sezonu i po jednej z Cymru Alliance i Welsh Football League Division One: Llangefni Town (mistrzowie Cymru Alliance) i Neath Athletic (mistrzowie Welsh Football League Division One). Ostatnia drużyna z sezonu 2006/2007 Cwmbran Town spadła do Welsh Football League Division One.
| Uczestnicy poprzedniej edycji | Uczestnicy poprzedniej edycji | Uczestnicy poprzedniej edycji | Uczestnicy poprzedniej edycji |
| --- | ----------------------------- | ----------------------------- | ----------------------------- |
| TNS | The New Saints F.C.           | Oswestry                      | 1                             |
| RHY | Rhyl FC                       | Rhyl                          | 2                             |
| LLA | Llanelli AFC                  | Llanelli                      | 3                             |
| WEL | Welshpool Town                | Welshpool                     | 4                             |
| CQN | Connah’s Quay Nomads F.C.     | Connah’s Quay                 | 5                             |
| PTT | Port Talbot Town F.C.         | Port Talbot                   | 6                             |
| CMR | Carmarthen Town               | Carmarthen                    | 7                             |
| ABE | Aberystwyth Town F.C.         | Aberystwyth                   | 8                             |
| BAN | Bangor City                   | Bangor                        | 9                             |
| HAV | Haverfordwest County          | Haverfordwest                 | 10                            |
| POR | Porthmadog                    | Porthmadog                    | 11                            |
| AIR | Airbus UK Broughton           | Broughton                     | 12                            |
| CDR | Cefn Druids                   | Cefn Mawr, Wrexham            | 13                            |
| CWS | Caersws                       | Caersws                       | 14                            |
| CAE | Caernarfon Town               | Caernarfon                    | 15                            |
| NTW | Newtown A.F.C.                | Newtown                       | 16                            |
| Awans z Cymru Alliance 2006/07 |                               |                               |                               |
| LLG | Llangefni Town                | Prestatyn                     | 1                             |
| Awans z Welsh Football League Division One 2006/07                                                                                                |                               |                               |                               |
| NEA | Neath Athletic                | Neath                         | 1                             |
| Oznaczenia: - kolumna pierwsza – skróty nazw drużyn, - kolumna trzecia – siedziba klubu, - kolumna czwarta – miejsce zajęte w poprzednim sezonie. |                               |                               |                               |

## Rozgrywki

### Tabela
| Lp. | Drużyna                   | M  | Z  | R  | P  | Bramki | Bramki | Różn. | Pkt | Uwagi                                       |
| --- | ------------------------- | -- | -- | -- | -- | ------ | ------ | ----- | --- | ------------------------------------------- |
| 1   | Llanelli AFC (M)          | 34 | 27 | 4  | 3  | 99     | 35     | +64   | 85  | Liga Mistrzów UEFA • I runda kwalifikacyjna |
| 2   | The New Saints F.C.       | 34 | 25 | 3  | 6  | 85     | 30     | +55   | 78  | Puchar UEFA • I runda kwalifikacyjna        |
| 3   | Rhyl FC                   | 34 | 21 | 6  | 7  | 60     | 24     | +36   | 69  | Puchar Intertoto UEFA (2008)                |
| 4   | Port Talbot Town F.C.     | 34 | 17 | 8  | 9  | 57     | 48     | +9    | 59  |                                             |
| 5   | Bangor City (P)           | 34 | 15 | 10 | 9  | 62     | 31     | +31   | 55  | Puchar UEFA • I runda kwalifikacyjna        |
| 6   | Carmarthen Town           | 34 | 15 | 9  | 10 | 59     | 47     | +12   | 54  |                                             |
| 7   | Neath Athletic            | 34 | 15 | 9  | 10 | 57     | 52     | +5    | 54  |                                             |
| 8   | Haverfordwest County      | 34 | 14 | 5  | 15 | 61     | 59     | +2    | 47  |                                             |
| 9   | Aberystwyth Town F.C.     | 34 | 13 | 7  | 14 | 57     | 45     | +12   | 46  |                                             |
| 10  | Welshpool Town            | 34 | 12 | 10 | 12 | 49     | 52     | −3    | 46  |                                             |
| 11  | Airbus UK Broughton1      | 34 | 11 | 9  | 14 | 36     | 44     | −8    | 42  |                                             |
| 12  | Cefn Druids               | 34 | 12 | 2  | 20 | 45     | 66     | −21   | 38  |                                             |
| 13  | Newtown A.F.C.            | 34 | 9  | 10 | 15 | 47     | 66     | −19   | 37  |                                             |
| 14  | Caernarfon Town           | 34 | 10 | 6  | 18 | 42     | 74     | −32   | 36  |                                             |
| 15  | Connah’s Quay Nomads F.C. | 34 | 9  | 7  | 18 | 42     | 85     | −43   | 34  |                                             |
| 16  | Porthmadog                | 34 | 7  | 6  | 21 | 48     | 70     | −22   | 27  |                                             |
| 17  | Caersws2                  | 34 | 6  | 8  | 20 | 37     | 72     | −35   | 26  |                                             |
| 18  | Llangefni Town (S)        | 34 | 7  | 3  | 24 | 39     | 82     | −43   | 24  | Spadek do Cymru Alliance                    |

### Wyniki
| Gospodarz \ Gość          | ABE | AIR | BAN | CAE | CWS | CMR | CDR | CQN | HAV | LLA | LLG | NEA | NTW | PTT | POR | RHY | TNS | WEL |
| Aberystwyth Town F.C.     |     | 0:0 | 2:1 | 4:0 | 2:1 | 0:2 | 1:0 | 6:1 | 2:3 | 1:2 | 3:0 | 1:2 | 2:2 | 2:4 | 2:1 | 0:0 | 5:1 | 2:3 |
| Airbus UK Broughton       | 1:1 |     | 1:0 | 1:2 | 0:2 | 0:1 | 3:2 | 0:0 | 3:1 | 0:1 | 1:3 | 2:1 | 1:1 | 1:0 | 2:0 | 0:2 | 2:0 | 1:1 |
| Bangor City               | 1:0 | 5:0 |     | 5:1 | 1:1 | 1:1 | 5:1 | 3:2 | 2:0 | 1:1 | 2:2 | 1:1 | 2:2 | 0:0 | 2:0 | 1:2 | 1:2 | 1:0 |
| Caernarfon Town           | 1:0 | 0:3 | 0:4 |     | 2:0 | 2:1 | 1:1 | 1:1 | 1:2 | 3:4 | 1:0 | 1:2 | 0:0 | 3:1 | 2:4 | 0:1 | 1:7 | 1:1 |
| Caersws                   | 1:1 | 2:3 | 1:0 | 0:1 |     | 1:2 | 1:2 | 3:4 | 1:2 | 0:5 | 1:1 | 2:2 | 1:0 | 1:4 | 2:4 | 2:7 | 1:2 | 0:3 |
| Carmarthen Town           | 0:3 | 2:1 | 2:1 | 1:1 | 1:3 |     | 4:1 | 8:0 | 2:1 | 1:2 | 2:2 | 1:1 | 2:1 | 0:0 | 0:0 | 0:0 | 0:3 | 5:2 |
| Cefn Druids               | 0:2 | 4:1 | 1:6 | 5:1 | 4:0 | 3:1 |     | 5:2 | 1:0 | 2:5 | 2:1 | 0:2 | 3:0 | 0:1 | 1:1 | 1:4 | 1:0 | 0:2 |
| Connah’s Quay Nomads F.C. | 1:2 | 1:0 | 0:7 | 1:0 | 1:0 | 4:3 | 2:1 |     | 1:1 | 0:1 | 2:0 | 2:0 | 1:1 | 0:1 | 1:2 | 0:5 | 1:3 | 3:3 |
| Haverfordwest County      | 3:1 | 4:0 | 0:1 | 1:1 | 1:0 | 2:2 | 3:0 | 6:2 |     | 1:4 | 5:1 | 1:2 | 2:3 | 2:1 | 3:2 | 1:1 | 0:4 | 1:0 |
| Llanelli AFC              | 1:0 | 1:0 | 0:2 | 5:1 | 1:1 | 4:1 | 1:0 | 4:0 | 4:2 |     | 5:0 | 3:3 | 5:0 | 8:0 | 1:2 | 2:1 | 4:0 | 3:0 |
| Llangefni Town            | 3:0 | 0:3 | 0:1 | 1:2 | 0:1 | 0:3 | 2:0 | 1:2 | 2:1 | 1:5 |     | 4:2 | 2:3 | 4:1 | 1:4 | 0:3 | 0:3 | 0:1 |
| Neath Athletic            | 2:2 | 2:1 | 1:0 | 3:2 | 2:2 | 1:2 | 3:0 | 4:0 | 2:1 | 0:2 | 2:0 |     | 2:0 | 0:2 | 2:1 | 1:1 | 2:2 | 2:5 |
| Newtown A.F.C.            | 1:2 | 1:1 | 2:2 | 3:1 | 2:2 | 0:1 | 1:0 | 4:1 | 1:4 | 3:5 | 2:1 | 3:0 |     | 0:0 | 4:2 | 0:2 | 0:0 | 1:2 |
| Port Talbot Town F.C.     | 2:1 | 0:0 | 0:0 | 2:1 | 3:1 | 2:0 | 5:1 | 2:1 | 2:2 | 0:1 | 3:1 | 3:3 | 5:1 |     | 4:2 | 1:2 | 1:0 | 1:1 |
| Porthmadog                | 2:6 | 2:2 | 0:0 | 1:3 | 0:1 | 1:2 | 1:2 | 3:3 | 0:2 | 2:4 | 2:4 | 0:2 | 2:3 | 1:2 |     | 1:0 | 0:1 | 1:1 |
| Rhyl FC                   | 0:0 | 2:1 | 1:2 | 3:1 | 2:1 | 2:1 | 1:0 | 1:0 | 2:0 | 1:2 | 4:1 | 1:0 | 2:1 | 5:0 | 1:0 |     | 0:1 | 1:1 |
| The New Saints F.C.       | 1:0 | 0:0 | 2:1 | 4:0 | 6:0 | 0:3 | 3:0 | 3:1 | 6:2 | 3:0 | 7:1 | 3:1 | 6:0 | 2:1 | 4:1 | 1:0 |     | 2:0 |
| Welshpool Town            | 2:1 | 0:1 | 2:0 | 2:4 | 1:1 | 2:2 | 0:1 | 1:1 | 2:1 | 3:3 | 3:0 | 1:2 | 2:1 | 1:3 | 0:3 | 1:0 | 0:3 |     |

## Lista strzelców
| Zawodnik                        | Drużyna                  | Bramki |
| ------------------------------- | ------------------------ | ------ |
| Rhys Griffiths                  | Llanelli AFC             | 40     |
| Marc Lloyd-Williams             | Rhyl FC & Newtown A.F.C. | 23     |
| Martin Rose                     | Port Talbot Town F.C.    | 19     |
| Ashley Stott                    | Bangor City              | 19     |
| Danny Thomas (walijski piłkarz) | Carmarthen Town          | 18     |
| Jack Christopher                | Haverfordwest County     | 17     |
| Tim Hicks                       | Carmarthen Town          | 15     |
| Andrew Hill                     | Neath Athletic           | 15     |

Źródło:.

## Najlepsi w sezonie
| Trener        | Peter Nicholas | Llanelli AFC | [ 2 ] |
| Zawodnik      | Rhys Griffiths | Llanelli AFC | [ 3 ] |
| Młodzieżowiec | Ashley Stott   | Bangor City  | [ 3 ] |

## Stadiony
| Aberystwyth Town F.C.   | Airbus UK Broughton                        | Bangor City           | Caernarfon Town  | Caersws                    | Carmarthen Town              |
| ----------------------- | ------------------------------------------ | --------------------- | ---------------- | -------------------------- | ---------------------------- |
| Park Avenue             | Hollingsworth Group International Airfield | Farrar Road Stadium   | The Oval         | Recreation Ground, Caersws | Richmond Park                |
| Pojemność: 2500         | Pojemność: 2100                            | Pojemność: 1500       | Pojemność: 3000  | Pojemność: 3500            | Pojemność: 3000              |
|                         |                                            |                       |                  |                            |                              |
| NEWI Cefn Druids A.F.C. | Connah’s Quay Nomads F.C.                  | Haverfordwest County  | Llanelli AFC     | Llangefni Town             | Neath Athletic               |
| Plaskynaston Lane       | Deeside Stadium                            | Bridge Meadow Stadium | Stebonheath Park | Cae Bob Parry              | Llandarcy Park               |
| Pojemność: 2000         | Pojemność: 5500                            | Pojemność: 2000       | Pojemność: 3700  | Pojemność: 3000            | Pojemność:                   |
|                         |                                            |                       |                  |                            |                              |
| Newtown A.F.C.          | Port Talbot Town F.C.                      | Porthmadog            | Rhyl FC          | The New Saints F.C.        | Technogroup Welshpool Town   |
| Latham Park             | Victoria Road                              | Y Traeth Stadium      | Belle Vue        | Park Hall                  | Maes y Dre Recreation Ground |
| Pojemność: 5000         | Pojemność: 2500                            | Pojemność: 2000       | Pojemność: 3800  | Pojemność: 2000            | Pojemność: 3000              |
|                         |                                            |                       |                  |                            |                              |